# Erica Durance
Erica Durance (Calgary, 23 juni 1978) is een Canadese actrice. Hoewel Erica in Calgary was geboren, groeide zij op in Three Hills, Alberta. Erica Durance is het meest bekend om haar rol als Lois Lane in de serie Smallville.
Nadat Durance slaagt voor haar middelbare school, verhuist ze naar Vancouver waar ze haar acteercarrière begint. In het begin speelde ze enkel in goedkope horrorfilms. Sinds het vierde seizoen van de serie Smallville speelt ze regelmatig Lois Lane.
Erica Durance had ook een gastrolletje in Stargate SG-1 als "Krista James" (seizoen 8 aflevering 7 "Affinity") waar ze de buurvrouw speelde van Teal'c.